# II Corpo de Exército (Alemanha)
O II Corpo de Exército (em alemão: II. Armeekorps) foi um Corpo de Exército da Alemanha na Segunda Guerra Mundialcriado em outubro de 1934 a partir da 2. Divisão do Reichswehr em Stettin e mobilizado em agosto de 1939.

## Comandantes
| Comandante                                                  | Data                                        |
| ----------------------------------------------------------- | ------------------------------------------- |
| General der Infanterie Fedor von Bock                       | 1 de outubro de 1934 - 31 de março de 1935  |
| General der Infanterie Johannes Blaskowitz                  | 1 de abril de 1935 - 9 de novembro de 1938  |
| Generaloberst Adolf Strauß                                  | 10 de novembro de 1938 - 30 de maio de 1940 |
| General der Infanterie Carl-Heinrich von Stülpnagel         | 30 de maio de 1940 - 21 de junho de 1940    |
| General der Infanterie Walter Graf von Brockdorff-Ahlefeldt | 21 de junho de 1940 - junho de 1942         |
| General der Panzertruppen Otto von Knobelsdorff             | junho de 1942 - 1 de julho de 1942          |
| General der Infanterie Walter Graf von Brockdorff-Ahlefeldt | 1 de julho de 1942 - 19 de janeiro de 1943  |
| General der Infanterie Paul Laux                            | 19 de janeiro de 1943 - 1 de junho de 1944  |
| General der Infanterie Wilhelm Hasse                        | 15 de julho de 1944 - 15 de janeiro de 1945 |
| General der Infanterie Johannes Mayer                       | 15 de janeiro de 1945 - 1 de abril de 1945  |
| Generalleutnant Alfred Gause                                | 1 de abril de 1945 - 8 de maio de 1945      |

## Chef des Stabes
| Generalmajor Hans von Salmuth           | 1 de outubro de 1934 - 12 de outubro de 1937   |
| Generalmajor Bruno Bieler               | 12 de outubro de 1937 - 30 de setembro de 1939 |
| Oberst i.G. Friedrich Hoßbach           | 30 de setembro de 1939 - 24 de outubro de 1939 |
| ???                                     | 24 de outubro de 1939 - 1 de dezembro de 1939  |
| Oberst i.G. Viktor Koch                 | 1 de dezembro de 1939 - 27 de maio de 1942     |
| Oberst i.G. Karl-Erich Schmidt-Richberg | 27 de maio de 1942 - 15 de novembro de 1943    |
| Oberst i.G. Wilhelm Huhs                | 15 de novembro de 1943 - maio de 1945          |

## Oficiais de Operações (Ia)
| Oberstleutnant i.G. Hermann Böhme            | 25 de março de 1938 - 19 de setembro de 1939    |
| Oberstleutnant i.G. Friedrich-Wilhelm Prüfer | 19 de setembro de 1939 - 23 de outubro de 1939  |
| Oberstleutnant i.G. Walther von Hühnersdorff | 25. Oktober 1939 - 11. September 1940           |
| Oberstleutnant i.G. Robert Praefke           | 11 de setembro de 1940 - 23 de setembro de 1942 |
| Major i.G. Heinrich Gehm                     | 23 de setembro de 1942 - 15 de junho de 1943    |
| Major i.G. Dietmar Eckert                    | 15 de junho de 1943 - 1 de dezembro de 1943     |
| Major i.G. Hermann Linn                      | 1 de dezembro de 1943 - 10 de maio de 1944      |
| Major i.G. Ulrich Weise                      | 10 de maio de 1944 - 20 de janeiro de 1945      |
| Major i.G. Dieter Schwarz                    | 20 de janeiro de 1945 - ???                     |

## Área de Operações
| Polônia                      | setembro de 1939 - maio de 1940 |
| França                       | maio de 1940 - junho de 1941    |
| Frente Oriental, Setor Norte | junho de 1941 - outubro de 1944 |
| Bolsão de Kurland            | outubro de 1944 - maio de 1945  |

## Serviço de Guerra
| Data            | Exército              | Grupo de Exército | Lugar                        |
| --------------- | --------------------- | ----------------- | ---------------------------- |
| setembro de 39  | 4º Exército           | Nord              | Prússia Ocidental, a Polônia |
| dezembro de 39  | 4º Exército           | B                 | Eifel                        |
| janeiro de 40   | 4º Exército           | B                 | Eifel                        |
| maio de 40      | 4º Exército           | A                 | Ardennen, Lille              |
| junho de 40     | 4º Exército           | B                 | Somme, Loire                 |
| agosto de 40    | 6º Exército           | B                 | Canal da costa               |
| setembro de 40  | 6º Exército           | C                 | Canal da costa               |
| novembro de 40  | 6º Exército           | D                 | Canal da costa               |
| janeiro de 41   | 6º Exército           | D                 | Canal da costa               |
| março de 41     | 18º Exército          | B                 | Prússia Oriental             |
| maio de 41      | 16º Exército          | C                 | Prússia Oriental             |
| junho de 41     | 16º Exército          | Nord              | Düna, Ilmensee, Waldai-Höhen |
| janeiro de 42   | 16º Exército          | Nord              | Demjansk                     |
| janeiro de 43   | 16º Exército          | Nord              | Demjansk, Cholm              |
| janeiro de 44   | 16º Exército          | Nord              | Cholm, Dünaburg              |
| agosto de 44    | Armee-Abteilung Narwa | Nord              | Narwa                        |
| outubro de 44   | 16º Exército          | Nord              | Riga                         |
| novembro de 44  | 18º Exército          | Nord              | Kurland                      |
| janeiro de 45   | 18º Exército          | Nord              | Kurland                      |
| fevereiro de 45 | 18º Exército          |                   | Kurland                      |

## Organização
1 de março de 1939
- 12ª Divisão de Infantaria
- 32ª Divisão de Infantaria

1 de setembro de 1939
- 3ª Divisão de Infantaria
- 32ª Divisão de Infantaria

1 de dezembro de 1939
- 12ª Divisão de Infantaria
- 32ª Divisão de Infantaria
- schwere Panzerabwehr-Abteilung 525

16 de junho de 1940
- 31ª Divisão de Infantaria
- 12ª Divisão de Infantaria
- 32ª Divisão de Infantaria

10 de abril de 1941
- 32ª Divisão de Infantaria
- 206ª Divisão de Infantaria
- 121ª Divisão de Infantaria

31 de julho de 1941
- 12ª Divisão de Infantaria
- 32ª Divisão de Infantaria
- 123ª Divisão de Infantaria

24 de junho de 1942
- 1/3 do 128ª Divisão de Infantaria
- 123ª Divisão de Infantaria
- 1/3 der 225ª Divisão de Infantaria
- 32ª Divisão de Infantaria
- 12ª Divisão de Infantaria
- 30ª Divisão de Infantaria
- Parte da 281. Sicherungs-Division
- 290ª Divisão de Infantaria
- SS-Division "Totenkopf "
- Freikorps "Dänemark"

22 de dezembro de 1942
- 123ª Divisão de Infantaria
- 1/3 de 225ª Divisão de Infantaria
- 32ª Divisão de Infantaria
- 12ª Divisão de Infantaria
- 30ª Divisão de Infantaria
- 122ª Divisão de Infantaria
- Parte da 281. Sicherungs-Division
- 126ª Divisão de Infantaria
- Parte 58ª Divisão de Infantaria
- 290ª Divisão de Infantaria
- 8. Jäger Division
- 81ª Divisão de Infantaria
- 329ª Divisão de Infantaria

7 de julho de 1943
- 331ª Divisão de Infantaria
- 12ª Divisão de Infantaria
- 218ª Divisão de Infantaria
- 123ª Divisão de Infantaria
- 93ª Divisão de Infantaria

4 de agosto de 1943
- 331ª Divisão de Infantaria
- 123ª Divisão de Infantaria
- 12ª Divisão de Infantaria
- 93ª Divisão de Infantaria
- 218ª Divisão de Infantaria

14 de setembro de 1943
- 331ª Divisão de Infantaria
- 12ª Divisão de Infantaria
- 93ª Divisão de Infantaria
- 218ª Divisão de Infantaria

5 de janeiro de 1944
- 218ª Divisão de Infantaria
- 93ª Divisão de Infantaria
- 331ª Divisão de Infantaria

15 de março de 1944
- 218ª Divisão de Infantaria
- 93ª Divisão de Infantaria
- 69ª Divisão de Infantaria

14 de abril de 1944
- 93ª Divisão de Infantaria
- 28. Jäger-Division
- 329ª Divisão de Infantaria

15 de maio de 1944
- 23ª Divisão de Infantaria
- 329ª Divisão de Infantaria

14 de junho de 1944
- 23ª Divisão de Infantaria
- 329ª Divisão de Infantaria
- 81ª Divisão de Infantaria

16 de setembro de 1944
- 563. Grenadier Division
- 87ª Divisão de Infantaria

1 de março de 1945
- 263ª Divisão de Infantaria
- 563. Volksgrenadier-Division